# Trentepohlia novaebrittaniae
Trentepohlia novaebrittaniae är en tvåvingeart som beskrevs av Alexander 1935. Trentepohlia novaebrittaniae ingår i släktet Trentepohlia och familjen småharkrankar. Inga underarter finns listade i Catalogue of Life.